# Спиридуш
Спириду́ш — в средневековой европейской мифологии злой дух, который с помощью черной магии выводится из яйца черной курицы. Затем его запирают в сосуд. Спиридуш обладает способностью притягивать деньги и удачу хозяину, но владеть им можно не более семи лет. Если в течение этого срока не избавиться от духа, он убьет хозяина и отправит его душу в ад.